# Хектор Паез
Хектор Леонардо Паез Леон (шп. Héctor Leonardo Páez León; Туња, 10. јул 1982) је колумбијска бициклиста који се бави брдским бициклизмом. Представљао је Колумбију на Олимпијским играма у Пекингу 2008. и Лондону 2012. у дисциплини крос-кантри. Своје највеће успехе постигао је у брдском маратону где је освојио три медаље на Светском првенству.